# Bahnhof Winterswijk
Der Bahnhof Winterswijk ist ein Bahnhof in der gelderschen Kleinstadt Winterswijk. An dem ehemals regionalen Bahnknoten trafen Strecken aus fünf Richtungen, davon zwei über die deutsche Grenze nach Bocholt und Borken. Nach den Stilllegungen von drei Strecken bestehen noch Verbindungen nach Zutphen und über Zevenaar nach Arnhem.

## Geschichte
Der Bahnhof wurde am 24. Juni 1878 mit Inbetriebnahme der Strecke Zutphen – Winterswijk der Nederlandsch-Westfaalsche Spoorweg-Maatschappij (NWSM) eröffnet. Am 14. Juni 1880 fand dies für die Anschlussstrecken nach Gelsenkirchen-Bismarck und Bocholt statt, der planmäßige Verkehr wurde am 21. Juni 1880 aufgenommen. In den ersten zwei Betriebsjahren diente ein Holzfachwerkbau als provisorisches Empfangsgebäude; der endgültige Bau wurde Ende 1880 fertiggestellt. Das Provisorium wurde kurze Zeit darauf an die Geldersch-Overijsselsche Lokaalspoorweg-Maatschappij (GOLS) verkauft, wo es von 1885 bis 1909 als Empfangsbau diente. Der Bahnhof Winterswijk GOLS befand sich westlich des Staatsbahnhofs Winterswijk (zur Unterscheidung auch Winterswijk HIJSM genannt) und war über ein Rangiergleis mit diesem verbunden.

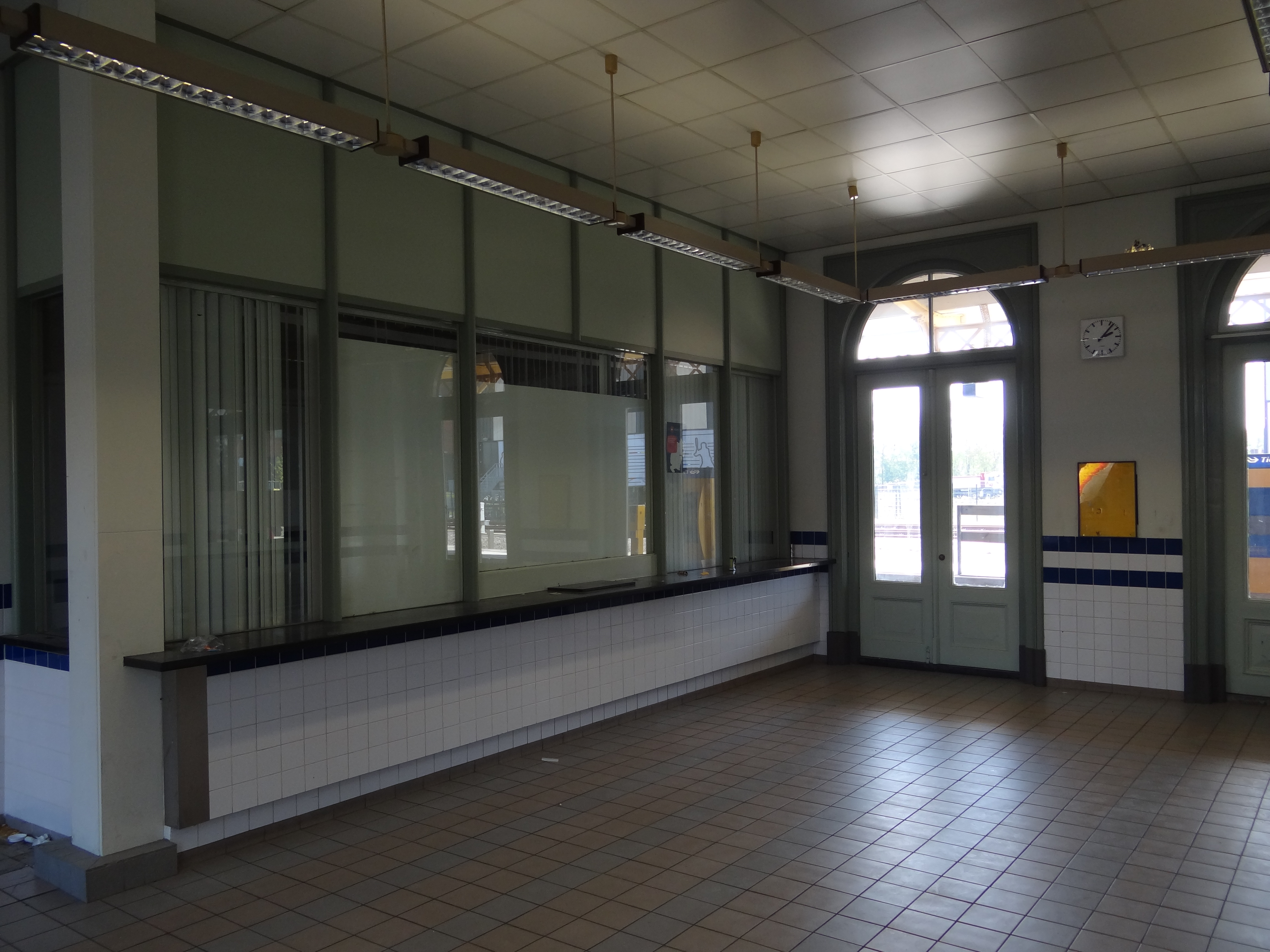
Empfangshalle, 2014

Die NWSM war seinerzeit nur bereit, den Bau der Strecken Zutphen – Winterswijk – Bismarck/Bocholt zu übernehmen. Sie schloss daher Betriebsüberlassungsverträge mit der Hollandsche IJzeren Spoorweg-Maatschappij (HIJSM) für den niederländischen Abschnitt von Zutphen bis Winterswijk und mit der Bergisch-Märkischen Eisenbahn-Gesellschaft (BME) für die anschließenden Abschnitte über die niederländisch-deutsche Grenze. Der Winterswijker Bahnhof war daher mit Diensträumen für beide Gesellschaften ausgestattet. Von dem neunständigen Ringlokschuppen nutzte die HIJSM sechs Gleise, die übrigen drei wurden von BME beziehungsweise ab 1884 der Preußische Staatsbahn genutzt. Die preußischen Dampflokomotiven waren in Winterswijk nie stationiert und wurden dort lediglich zum Wenden beziehungsweise Übernachten abgestellt.

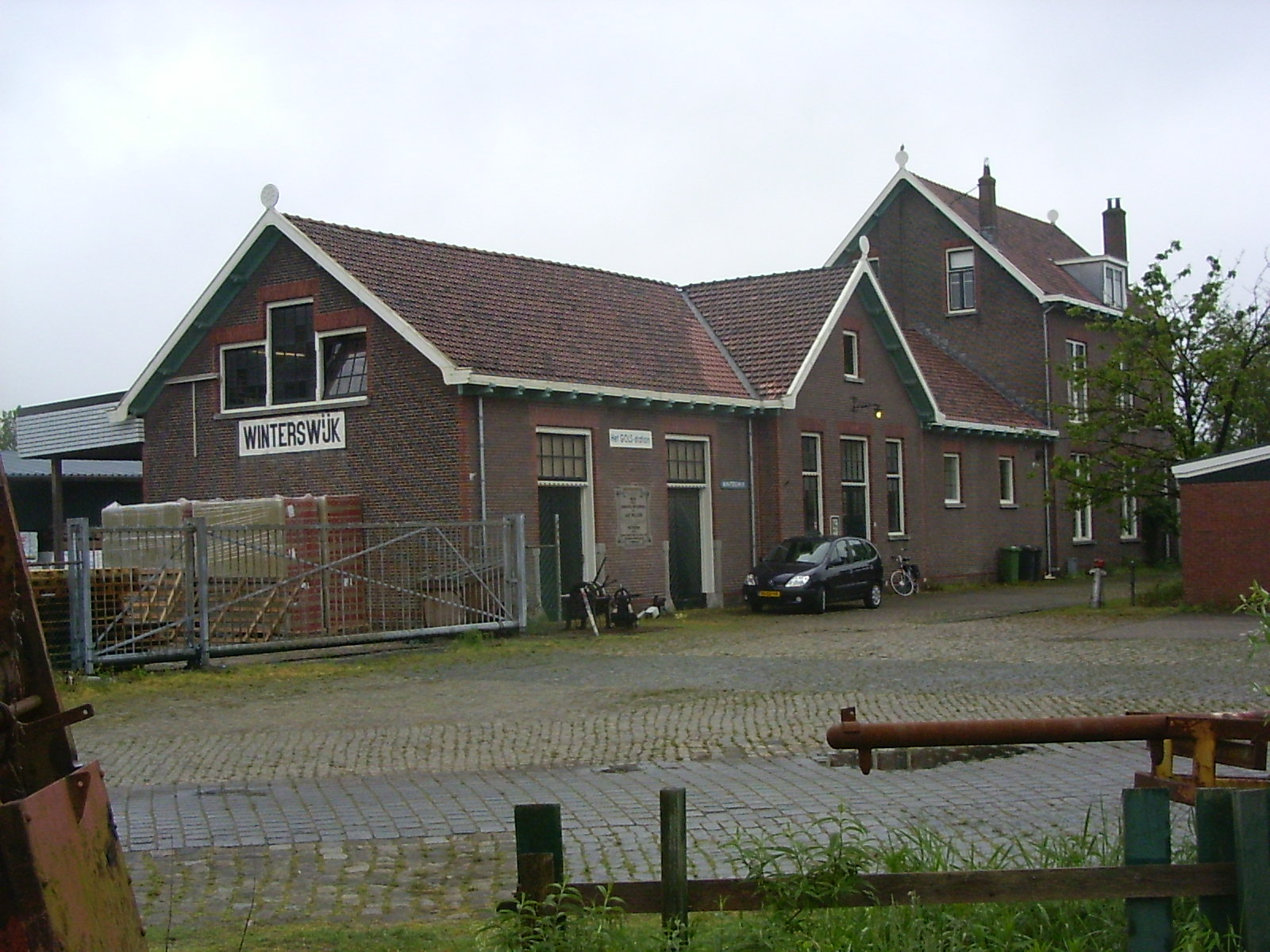
Ehemaliges Empfangsgebäude des Bahnhofs Winterswijk GOLS, 2008

Die Personenzüge verkehrten an zwei Bahnsteiggleisen. Gleis 2 lag am Südkopf und war ein Stumpfgleis für Züge von und nach Bocholt. An Gleis 1 befand sich der lange Hausbahnsteig. Über Weichenverbindungen mit dem Nachbargleis konnten hier zwei Züge gleichzeitig abgefertigt werden, wenngleich diese Gleisanordnung bei ihrer Anlage als überholt galt. Nach Anlage des Gleises 1a mit einer weiteren Umfahrmöglichkeit waren drei Zügen im selben Gleis möglich. 1903 gab es einen größeren Umbau. Die HIJSM errichtete einen zwölfständigen Lokschuppen, sodass die Preußische Staatsbahn den alten neunständigen Schuppen vollständig belegen konnte. Die Drehscheibe vor dem Schuppen blieb bestehen, größere Lokomotiven mussten daher vor dem Schuppen der HIJSM gewendet werden. Einhergehend mit dem Ausbau erwarb die Preußische Staatsbahn den Kohlebansen und errichtete ein Übernachtungsgebäude. Für den Güterverkehr entstand eine zwölfgleise Rangiergruppe mit Zugbildungsgleisen nach den Rangierbahnhöfen in Amsterdam, Rietlanden, Rotterdam, Oberhausen und Gelsenkirchen-Bismarck. 1916 wurde der nördliche Anbau des Empfangsgebäudes aufgestockt, um weitere Diensträume für die Bahn und den Zoll zu erhalten.
Mit Ausbruch des Ersten Weltkrieges wurde der grenzüberschreitende Verkehr eingestellt. Die ersten Personenzüge zwischen Winterswijk und Borken fuhren wieder ab 1919. Der Verkehr erreichte aber nicht mehr das Vorkriegsniveau, als vereinzelt durchgehende Züge von Essen über Winterswijk nach Amsterdam fuhren. Winterswijk war nunmehr Endpunkt für alle aus Deutschland kommenden Züge. Schnellzüge erhielten nun vornehmlich den Laufweg via Emmerich oder Bentheim. Auf der Bocholter Strecke wurde der Personenverkehr hingegen nicht wieder aufgenommen. In den 1920er Jahren bestand auf dem Abschnitt geringfügig Güterverkehr, 1931 wurde der grenzüberschreitende Abschnitt zwischen den benachbarten Betriebsstellen Winterswijk und Barlo eingestellt. Zu dieser Zeit übernahm die HIJSM die Betriebsführung auf den Strecken der GOLS und löste die Gesellschaft bis 1928 auf. 1936 wurde der Bahnhof Winterswijk GOLS geschlossen und die von hier ausgehenden Strecken Winterswijk – Neede und Winterswijk – Zevenaar in den Staatsbahnhof verlegt, hierzu musste das Bocholter Gleis teilweise abgebrochen werden. Bereits ein Jahr später stellte die Nederlandse Spoorwegen (NS) als Nachfolger der HIJSM den Personenverkehr nach Neede ein. Der Bahnhof erreichte in diesem Zeitraum seine größte Ausdehnung.

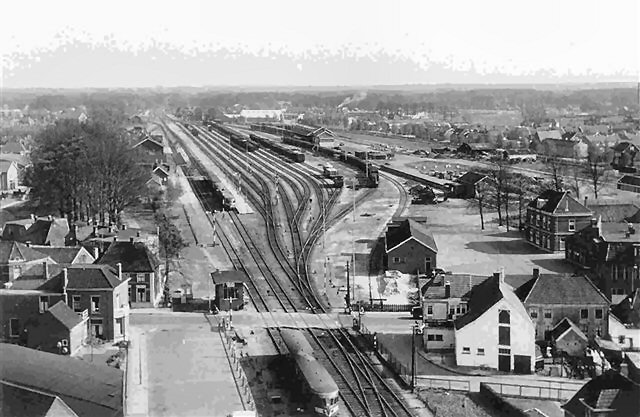
Bahnhof Winterswijk, 1950

Nach dem Überfall der Wehrmacht auf die Niederlande am 10. Mai 1940 mussten die Niederlande Reparationen an das Deutsche Reich leisten. Hierzu gehörten auch Eisenbahnschienen. In diesem Zusammenhang wurden das Stumpfgleis 2 und das Gleis 1a entfernt; zwei Jahre später wurde auch die stillgelegte Strecke nach Barlo abgebaut. Im Laufe des Krieges wurden der Bahnhof teils stark beschädigt. Der Wiederaufbau begann im März 1945. Während die Nederlandse Spoorwegen das Empfangsgebäude reparieren ließ, wurden die meisten übrigen Hochbauten mit Ausnahme eines Wasserturms und der Drehscheibe vor dem größeren Lokschuppen abgerissen. Ab dem 1. Dezember 1945 fuhren die ersten Personenzüge bis Doetinchem, ab 1. Juli 1946 bis Zevenaar und ab dem 21. Dezember 1946 darüber hinaus nach Arnhem. Der Personenverkehr in Richtung Zutphen wurde am 5. Oktober 1947 wieder aufgenommen. Dies war zunächst auch für den grenzüberschreitenden Personenverkehr nach Borken vorgesehen, wurde aber um 1953 verworfen. Im Zusammenhang mit dem Wiederaufbau wurde die Anzahl der Gleise von 15 auf elf reduziert. Wegen der Zerstörung des Wärterstellwerks I wurden sämtliche Weichen im Südkopf auf Handbetrieb umgestellt und die verbliebenen Aufgaben auf das Wärterstellwerk III und das Befehlsstellwerk im Empfangsgebäude übertragen. 1958 wurden die signaltechnischen Anlagen neu zugeordnet.
Fahrgastrückgänge und die sinkende Anzahl an Güterzügen führten zu Überlegungen bei der NS, die Strecke nach Zutphen einzustellen. Durch Widerstand in der Bevölkerung wurde dies verhindert. Der grenzüberschreitende Güterverkehr nach Borken wurde am 24. September 1979 eingestellt, das Streckengleis der Borkener wie auch die Bocholter Bahn eroberte sich die Natur zurück, sodass die Abschnitte bis zur Staatsgrenze seit den 1990er Jahren als Naturschutzgebiete ausgewiesen sind. Nach dem Rückbau der meisten Gleisanlagen sind der Hausbahnsteig und zwei Abstellgleise verblieben. Auf dem Gelände des früheren Güterbahnhofs ist ab 2012 eine Schule gebaut worden.

## Verkehr

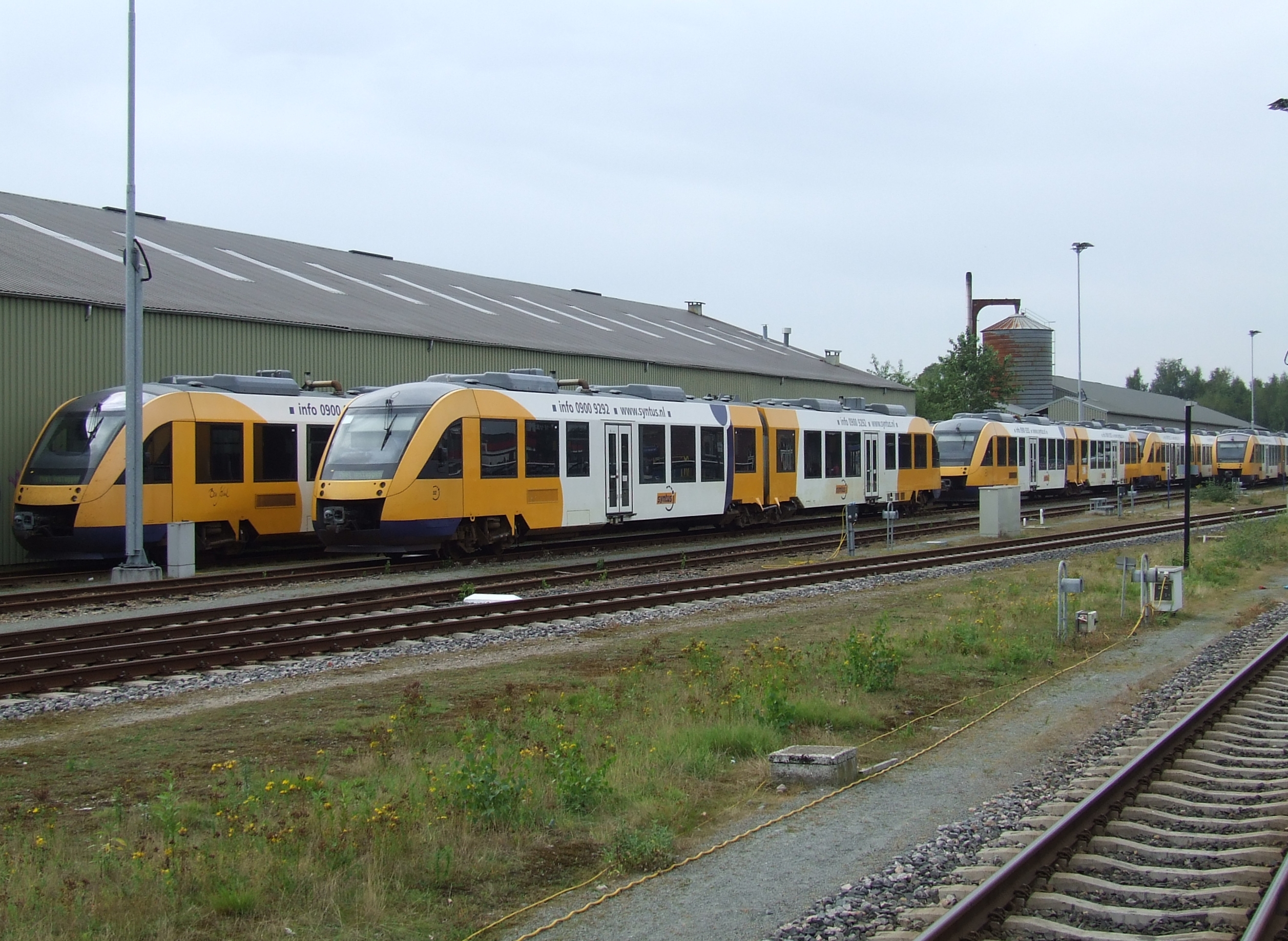
Lint-Triebwagen von Syntus, 2006

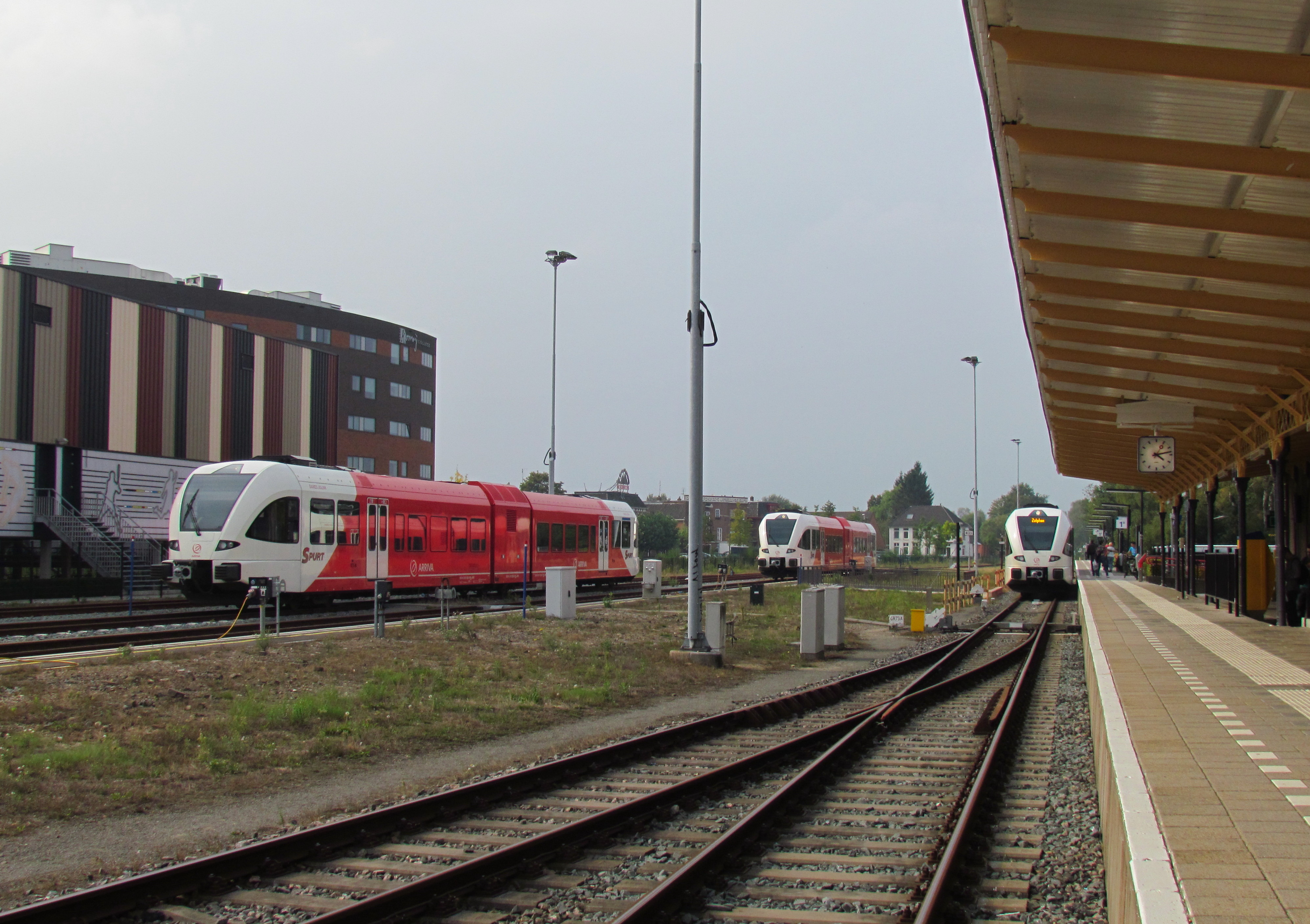
Bahnsteig und GTW-Triebwagen von Arriva, 2014

Ab 1880 hielten in Winterswijk täglich zwei Zugpaare mit Laufweg von Amsterdam über Apeldoorn, Winterswijk, Borken, Dorsten und Bismarck nach Essen. Zwischen Winterswijk und Essen pendelte ein drittes Zugpaar. Ab dem Winterfahrplan 1883/84 kam ein viertes Zugpaar hinzu. Im Winterfahrplan sind zwischen Zutphen und Winterswijk drei Zugpaare, zwischen Winterswijk und Essen fünf Zugpaare angegeben. Auf der Bocholter Strecke fuhren vereinzelt Züge bis Wesel durch. Auf den Strecken der GOLS waren anfangs fünf Zugpaare zwischen Winterswijk und Zevenaar sowie drei, später vier Zugpaare nach Neede im Einsatz. Ein Zugpaar verkehrte durchgehend von Neede über Winterswijk nach Zevenaar. Nach der Betriebsübernahme durch die HIJSM fuhren auf der Strecke nach Neede täglich sechs Zugpaare zwischen Winterswijk und Neede, von denen vier nach Hellendoorn verlängert wurden. Das Fahrplanangebot blieb hier bis zur Stilllegung der Strecke in etwa gleich.
Zwischen 1914 und 1919 war der Reisezugverkehr über die Staatsgrenze kriegsbedingt unterbrochen, der Reisezugverkehr nach Bocholt wurde nicht wieder aufgenommen. Mitte der 1920er Jahre fuhren von Winterswijk aus vier Zugpaare über die Grenze Richtung Borken. Mit dem Kriegsausbruch 1939 kam der Reisezugverkehr auf dieser Verbindung zum Erliegen. Auf dem niederländischen Teil der Strecke waren in den 1930er Jahren täglich sechs Zugpaare zwischen Winterswijk und Apeldoorn im Einsatz, nach Amsterdam wurden Kurswagenverbindungen angeboten. Nach dem Zweiten Weltkrieg beabsichtigte die NS die Stilllegung der Strecke, zu dieser Zeit bestand zwischen Apeldoorn und Winterswijk ein Zwei-Stunden-Takt. Nach Zevenaar und Arnhem bestand seit 1947 werktags eine stündliche Verbindung. Die direkte Verbindung nach Amsterdam über Zutphen wurde eingestellt. Ab 1954 bestand werktags nach Apeldoorn eine stündliche Verbindung.
1999 übernahm das Unternehmen Syntus die Bedienung der Strecken nach Zutphen und Zevenaar, während der Hauptverkehrszeiten wurde das Angebot auf einen Halbstundentakt verdichtet. Im Dezember übernahm Arriva die Verbindungen.
| Serie | Zuggattung | Verlauf                                               | Betreiber |
| ----- | ---------- | ----------------------------------------------------- | --------- |
| 30400 | Sneltrein  | Apeldoorn – Zutphen – Winterswijk                     | Arriva    |
| 30800 | Stoptrein  | Winterswijk – Ruurlo – Zutphen                        | Arriva    |
| 30900 | Stoptrein  | Winterswijk – Doetinchem – Zevenaar – Arnhem Centraal | Arriva    |

### Güterverkehr
Die Borkener Bahn hatte zunächst eine große Bedeutung für den Güterverkehr, da sie eine Möglichkeit bot, den Achterhoek mit Kohlen aus dem Ruhrrevier zu versorgen. Gleichzeitig konnten landwirtschaftliche Erzeugnisse in die Ballungsräume abgefahren werden. Der Bocholter Bahn kam eine Bedeutung im Güterverkehr zwischen Wesel und der Region Twente zu. Auch den Strecken der GOLS kam vorrangig eine Bedeutung im Nahgüterverkehr zu. Grenzüberschreitende Güterzüge waren daher auch lange Zeit nach der Einstellung des Personenverkehrs auf den beiden Strecken anzutreffen. Ab Ende der 1950er Jahre wurden teilweise auch Erzzüge über die Borkener Bahn abgefahren. Nach der Elektrifizierung der Strecke Oberhausen – Emmerich (– Arnhem) im Jahr 1966 verlagerte sich der Ganzzugverkehr zunehmend wieder auf diese Relation. Der zunehmende Wechsel auf Erdgas und das Zechensterben führten in den 1970er Jahren zum endgültigen Rückgang des Güterverkehrs in Winterswijk.